# Campeonato Catarinense de Futebol de 2012 - Divisão de Acesso
A Divisão de Acesso do Campeonato Catarinense de Futebol de 2012 foi a 9ª edição da Terceirona do Catarinense, que contou com a participação de 6 clubes, realizada entre os dias 12 de agosto e 27 de outubro. O campeão foi o Caçador que venceu os dois jogos da final contra o Jaraguá por 1 a 0.

## Equipes Participantes
| Equipe         | Município      | Em 2011 | Estádio                       | Capacidade | Títulos |
| -------------- | -------------- | ------- | ----------------------------- | ---------- | ------- |
| Caçador        | Caçador        | 2º      | Carlos Alberto da Costa Neves | 6.500      | ---     |
| Inter de Lages | Lages          | 3º      | Vidal Ramos Júnior            | 11.800     | ---     |
| Jaraguá        | Jaraguá do Sul | 6º      | Estádio do Botafogo           | 1.000      | ---     |
| Maga           | Indaial        | 7º      | Gigante do Vale               | 1.000      | ---     |
| NEC            | Navegantes     | ---     | Dr. Hercílio Luz              | 10.000     | ---     |
| Oeste          | Chapecó        | 4º      | Índio Condá                   | 10.000     | ---     |

## Regulamento
A competição é dividida em duas fases distintas:

### Primeira fase
Nesta fase, as equipes jogam todas entre si em jogos de ida (Turno) e volta (Returno), com contagem corrida de pontos ganhos. Classificam-se para a fase final, as duas equipes que somarem mais pontos ao longo dos dois turnos.

### Final
A Final será disputada pelas equipes que obtiveram as duas primeiras colocações na 1ª Fase (Turno e Returno), que jogam entre si em jogos de ida e volta, sendo mandante do jogo de volta (segunda partida) a equipe que obteve o maior número de pontos ganhos obtidos na 1ª Fase (Turno e Returno).
É considerada vencedora da disputa a equipe que, ao final do jogo de volta (segunda partida), obteve o maior número de pontos ganhos. Se após a realização do jogo de volta (segunda partida) as equipes terminem empatadas em número de pontos ganhos, independente do saldo de gols e dos outros índices técnicos, haverá uma prorrogação de 30 minutos, em dois tempos de 15, para se conhecer a vencedora da disputa. Caso ao final da prorrogação do jogo de volta persistir o empate, será considerada vencedora da disputa a equipe mandante do jogo de volta (segunda partida).
Somente a equipe campeã da Divisão de Acesso do Campeonato Catarinense de Futebol de 2012, será classificada para a disputa da Divisão Especial do Campeonato Catarinense de Futebol de 2013.

### Critérios de Desempate
- Maior número de vitórias;
- Maior saldo de gols;
- Maior número de gols pró;
- Confronto direto, somente no caso de empate entre duas equipes;
- Menor número de cartões vermelhos recebidos;
- Menor número de cartões amarelos recebidos;
- Sorteio.

## Classificação
| 1 | Jaraguá        | 25 | 10 | 8 | 1 | 1 | 26 | 4  | 22  | 83% |
| 2 | Caçador        | 25 | 10 | 8 | 1 | 1 | 23 | 5  | 18  | 83% |
| 3 | Inter de Lages | 16 | 10 | 5 | 1 | 4 | 17 | 9  | 8   | 53% |
| 4 | Oeste          | 12 | 10 | 4 | 0 | 6 | 12 | 14 | -2  | 40% |
| 5 | NEC            | 7  | 10 | 2 | 1 | 7 | 10 | 24 | -14 | 23% |
| 6 | Maga           | 3  | 10 | 1 | 0 | 9 | 2  | 34 | -32 | 10% |
| PG - pontos ganhos; J - jogos; V - vitórias; E - empates; D - derrotas; GP - gols pró; GC - gols contra; SG - saldo de gols; AP - aproveitamento em porcentagem |                |    |    |   |   |   |    |    |     |     |

|  |                       |
|  | Classificado à Final. |

## Confrontos
Para ler a tabela, a linha horizontal representa os jogos da equipe como mandante. A coluna vertical indica os jogos da equipe como visitante.
Jogos do Turno estão em vermelho e os jogos do Returno estão em azul.
|                | CAÇ | INT | JAR | MAG | NEC  | OES |
| -------------- | --- | --- | --- | --- | ---- | --- |
| Caçador        | —   | 1-0 | 0-2 | 4-0 | 3-0  | 5-1 |
| Inter de Lages | 0-2 | —   | 1-1 | 3-0 | 3-1  | 1-0 |
| Jaraguá        | 0-1 | 1-0 | —   | 6-0 | 5-0  | 2-1 |
| Maga           | 0-4 | 0-5 | 0-5 | —   | 2-1  | 0-1 |
| NEC            | 2-2 | 2-1 | 1-3 | 2-0 | —    | 1-2 |
| Oeste          | 0-1 | 1-3 | 0-1 | 3-0 | 3-0* | —   |

| Vitória do mandante; | Vitória do visitante; | Empate. |

* Vitória por W.O..

## Desempenho por Rodada
Clubes que lideraram a classificação ao final de cada rodada:
| Rodadas | Rodadas | Rodadas | Rodadas | Rodadas | Rodadas | Rodadas | Rodadas | Rodadas | Rodadas |
| Turno   | Turno   | Turno   | Turno   | Turno   | Returno | Returno | Returno | Returno | Returno |
| ------- | ------- | ------- | ------- | ------- | ------- | ------- | ------- | ------- | ------- |
| 1       | 2       | 3       | 4       | 5       | 6       | 7       | 8       | 9       | 10      |
| OES     | OES     | JAR     | JAR     | JAR     | JAR     | CAÇ     | CAÇ     | CAÇ     | JAR     |

Clubes que ficaram na última posição da classificação ao final de cada rodada:
| Rodadas | Rodadas | Rodadas | Rodadas | Rodadas | Rodadas | Rodadas | Rodadas | Rodadas | Rodadas | Rodadas |
| Turno   | Turno   | Turno   | Turno   | Turno   | Turno   | Returno | Returno | Returno | Returno | Returno |
| ------- | ------- | ------- | ------- | ------- | ------- | ------- | ------- | ------- | ------- | ------- |
| 1       | 1       | 2       | 3       | 4       | 5       | 6       | 7       | 8       | 9       | 10      |
| MAG     | NEC     | MAG     | MAG     | MAG     | MAG     | MAG     | MAG     | MAG     | MAG     | MAG     |

## Final
O time de melhor campanha, tem o direito do mando de campo na segunda partida da final, além da vantagem do resultado de empate ao final da prorrogação.

### Primeiro jogo
| 21 de outubro de 2012 | Caçador    | 1 x 0  | Jaraguá | Estádio Carlos Alberto Costa Neves, Caçador     |
| 16h30                 | Gima 90+2' | Súmula |         | Público: 1,030 Árbitro: Leandro Messina Perrone |

### Segundo jogo
| 27 de outubro | Jaraguá | 0 x 1  | Caçador   | Estádio do Botafogo, Jaraguá do Sul     |
| 16h00         |         | Súmula | 79' Sadan | Público: 578 Árbitro: Jefferson Schmidt |

### Classificação
| 1 | Caçador | 6 | 2 | 2 | 0 | 0 | 2 | 0 | +2 | - |
| 2 | Jaraguá | 0 | 2 | 0 | 0 | 2 | 0 | 2 | -2 | - |
| PG - pontos ganhos; J - jogos; V - vitórias; E - empates; D - derrotas; GP - gols pró; GC - gols contra; SG - saldo de gols; PRO - Gols na Prorrogação |         |   |   |   |   |   |   |   |    |   |

|  |                                                                                             |
|  | Campeão Catarinense de 2012 da Divisão de Acesso e Classificado à Divisão Especial de 2013. |

## Campeão geral
| Campeonato Catarinense de 2012 - Divisão de Acesso |
| -------------------------------------------------- |
| Caçador 1º Título                                  |

## Principais artilheiros
Atualizado em 30 de outubro de 2012 às 10:34 UTC-3.
| Gols | Jogador     | Clube          |
| ---- | ----------- | -------------- |
| 7    | Sadan       | Caçador        |
| 6    | Thiago      | Jaraguá        |
| 6    | Zamorano    | Jaraguá        |
| 4    | Geleia      | Jaraguá        |
| 4    | Maicon      | Caçador        |
| 4    | Papel       | Navegantes     |
| 3    | Torres      | Jaraguá        |
| 3    | Vandré      | Caçador        |
| 2    | Adriano     | Navegantes     |
| 2    | Almir       | Inter de Lages |
| 2    | Berlanda    | Inter de Lages |
| 2    | Gima        | Caçador        |
| 2    | Grafite     | Inter de Lages |
| 2    | Pajé        | Jaraguá        |
| 2    | Renan Jesus | Navegantes     |
| 2    | Ricardo     | Jaraguá        |
| 2    | Rodrigo     | Inter de Lages |
| 2    | Vitor Hugo  | Oeste          |

## Trivias
- A princípio, além dos 5 clubes participantes, Itajaí, Joaçaba, Pinheiros, Próspera e Tupi também iriam participar da competição. Mas devido a pendências e regularizações não concedidas, não puderam participar da competição.[7]

- Depois de muita indefinição e com a ajuda da Fundação Municipal de Esportes e Lazer de Itajaí, ficou definido que o NEC, após passar por Caçador e Balneário Camboriú em outros anos, mandaria os seus jogos na Divisão de Acesso de 2012 no Estádio Doutor Hercílio Luz na cidade de Itajaí.[8]

- Devido ao NEC não ter quitado algumas dívidas que possuía com a Federação Catarinense de Futebol, o confronto com o Oeste que ocorreria no dia 14 de agosto às 20:30 h no Estádio Augusto Bauer em Brusque, foi decidido por W.O. com vitória de 3 gols a 0 para o time de Chapecó.[9]

- Após uma vitória do então pior time do mundo o Íbis, o Maga acabou sendo reconhecido como o novo detentor do título. Isso devido a incrível marca negativa até então de 23 derrotas durante os últimos três anos, com apenas uma vitória e por W.O. em 2011.[10] Mas foi neste mesmo ano que o Maga conquistou sua primeira vitória em campo. Foi no dia 29 de setembro de 2012, quando venceu o NEC por 2 a 1 no Gigante do Vale em Indaial, pela 3ª rodada do returno da competição. Até aquele momento, o Maga somava 32 partidas em sua história, com uma vitória em campo, uma vitória por W.O., 30 derrotas, 11 gols pró (só oito com bola rolando) e 133 gols sofridos.[11][12]